# تیرکان
تیرکان، روستایی است از توابع بخش مرکزی شهرستان آمل در استان مازندران ایران.
روستای تیرکان که در واقع یکی از بخش‌های روستای کته پشت محسوب می‌شود یکی از قطب‌های والیبال روستایی ایران محسوب می‌شود البته این روستا در رشته فوتبال هم استعدادهای زیادی در خود پرورانده‌است زمین والیبال آستانه سر که یک زمین خاکی به حساب می‌آید و کنار مسجد آستانه واقع شده و دور آن را شالیزارها و زمین‌های کشاورزی گرفته‌است منظره زیبای دارد جدا از بحث ورزشی این روستا شغل مردم این روستا کشاورزی و دامداری می‌باشد. مردم این روستا مسلمان و شیعه هستند و شغل اغلب آن‌ها کشاورزی (به خصوص برنج و سبزیجات) است. تیرکان یکی از ۵ روستای کته پشت واقع در جنوب غربی شهرستان آمل می‌باشد.
تیم والیبال تیرکان کته پشت قهرمان مسابقات روستایی و عشایری شمال کشور شد، در این مسابقات که تیمهایی از استانهای گلستان، مازندران و گیلان حضور داشتند تیم والیبال تیرکان کته پشت موفق شد با شکست تیم آق قلا گنبد در فینال این رقابت‌ها قهرمان شود بهترین بازیکن این رقابت‌ها نیز مجتبی یداللهی از تیم تیرکان انتخاب شد (هیئت والیبال استان مازندران)

## جمعیت
این روستا در دهستان دشت‌سر سفلی قرار داشته و براساس آخرین سرشماری مرکز آمار ایران که در سال ۱۳۸۵ صورت گرفته، جمعیت آن ۴۸۰ نفر (۱۱۹ خانوار) بوده‌است.